# Soajo
Soajo is een plaats (freguesia) in de Portugese gemeente Arcos de Valdevez en telt 1 159 inwoners (2001).